# Christine Girard
Christine Girard (Elliott Lake, 3 de enero de 1985) es una deportista canadiense que compite en halterofilia.
Participó en dos Juegos Olímpicos de Verano, obteniendo una medalla de oro en Londres 2012 y una de bronce en Pekín 2008, ambas en la categoría de 63 kg.

## Palmarés internacional
| Juegos Olímpicos | Juegos Olímpicos      | Juegos Olímpicos  | Juegos Olímpicos |
| Año              | Lugar                 | Medalla           | Categoría        |
| ---------------- | --------------------- | ----------------- | ---------------- |
| 2008             | Pekín (China)         | Medalla de bronce | 63 kg            |
| 2012             | Londres (Reino Unido) | Medalla de oro    | 63 kg            |